# Deinopa aspila
Deinopa aspila är en fjärilsart som beskrevs av George Francis Hampson 1910. Deinopa aspila ingår i släktet Deinopa och familjen nattflyn. Inga underarter finns listade i Catalogue of Life.